# Ramberg (straat)

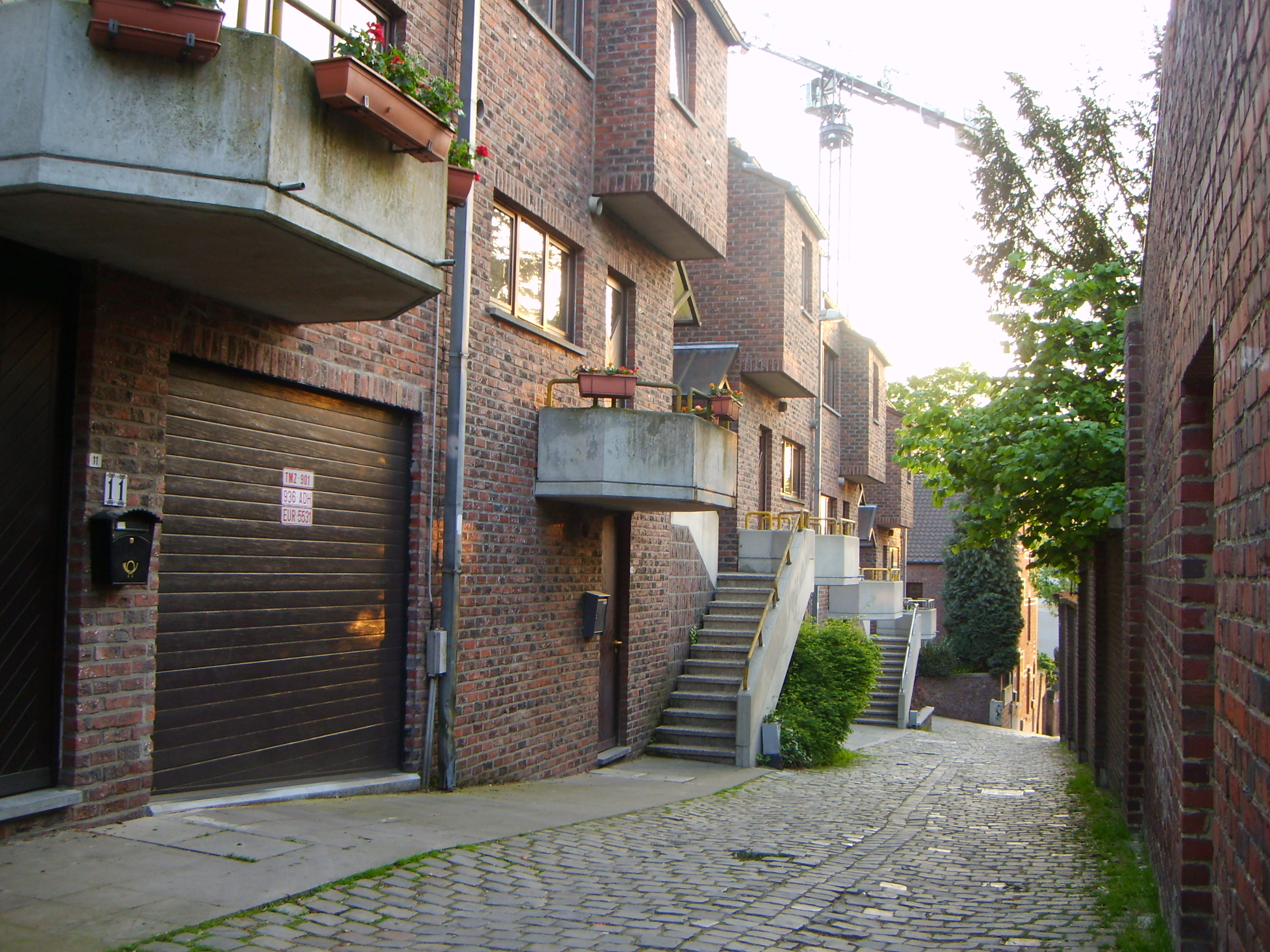
Ramberg in Leuven

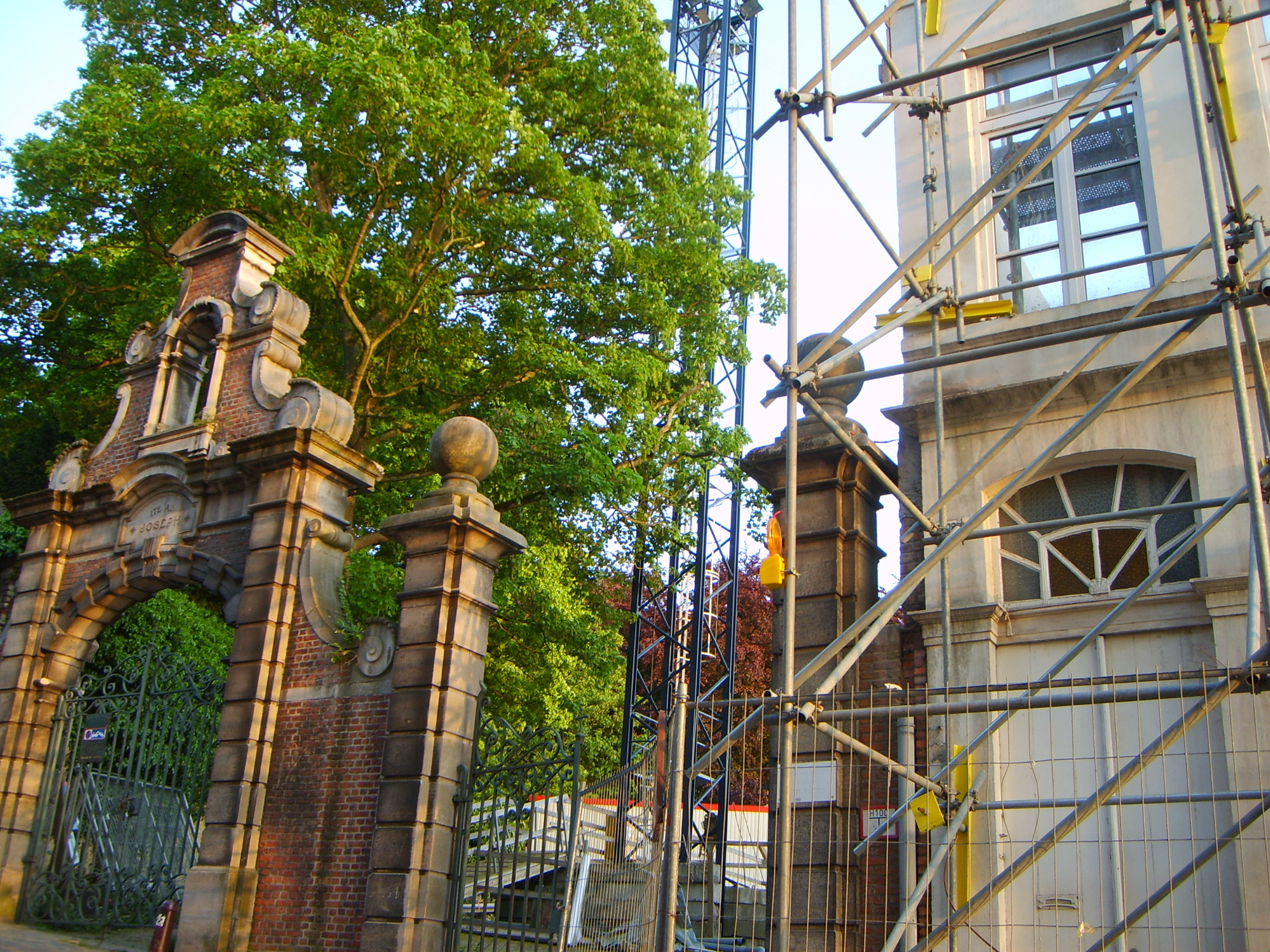
Toegang tot het Devotiehof van Sint-Jozef

De Ramberg is een straat in Leuven (België). Zij verbindt de hoger gelegen Naamsestraat met het Pater Damiaanplein en de Schapenstraat in de benedenstad. Deze straat bevond zich in de Middeleeuwen binnen de oudste ringmuur.
Een van de ingangen van het Van Dalepark bevindt zich op de Ramberg.

## Naam
De naam Ramberg is een verbastering van Raembergh of Raamberg. Raamberg duidt op de houten raamconstructies die in de Middeleeuwen her en der waren opgesteld op de berg. De wevers legden, bij de bewerking van wol tot laken, de doeken te drogen op de ramen, alvorens zij de doeken strak kamden en languit rokken. Het drogen van de opgespannen doeken kon tot meerdere dagen duren. Een andere mogelijke verklaring is dat de Ramberg wekelijk verwijst naar ram. Immers op kaarten van de 18de eeuw wordt de Franse benaming rue du Bélier gebruikt zoals rue des Moutons, rue de St Antoine enz. Bij de vernederlandsing heeft men dan berg toegevoegd: St Antoniusberg, Ramberg. Het Ramenstraatje was een middeleeuws straatje dat begon halverwege de Ramberg, naast de huidige devotiehof, en in een boog naar de Naamse straat liep. Het was hier dat de wolbewerkers hun ramen legden.

## Geschiedenis
Tot de 19e eeuw bevatte het straatje vele kleine huisjes. Deze zijn alle verdwenen.

## Sint-Jozefshof
In de straat bouwden de paters Picpussen van de Sint-Antoniuskapel in de jaren 1930 het Sint-Jozefshof. Deze tuin werd gebruikt voor devotie door de bedevaarders die langskwamen in hun Sint-Antoniuskapel, aan de overzijde van de straat. In de tuin konden de bedevaarders de 7 staties voor de heilige Jozef bezoeken; centraal in de tuin was er nog een heiligdom. De 20e-eeuwse ingangspoort heeft als opschrift: Ite ad Joseph(um), wat betekent ga naar Jozef. Het Devotiehof van Sint-Jozef is beschermd erfgoed. Het bevindt zich naast het Van Dalecollege in de Naamsestraat. 

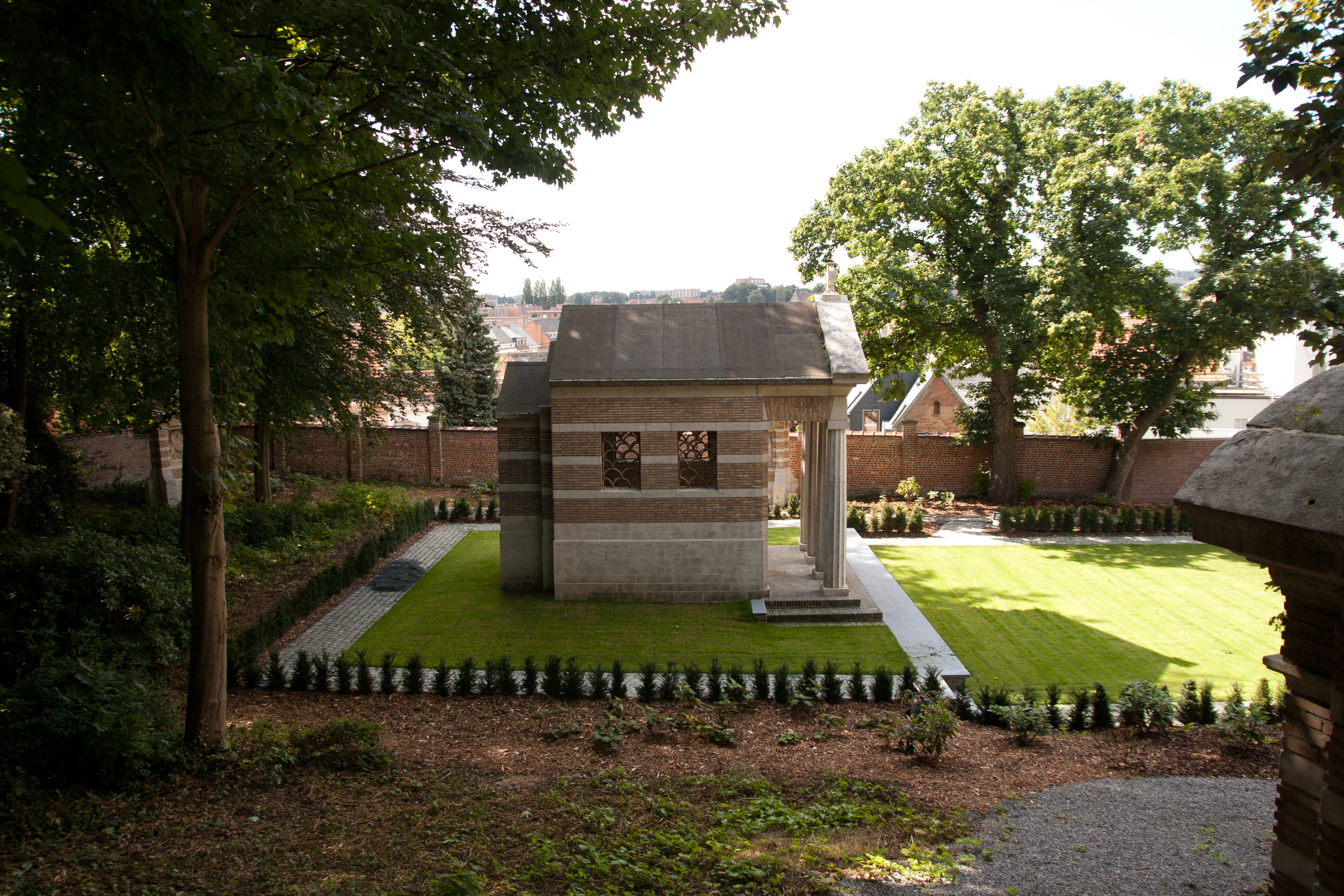
Devotiehof van Sint-Jozef op de Ramberg